# Ghiacciaio Holzrichter
Il Ghiacciaio Holzrichter (in lingua inglese: Holzrichter Glacier) è un vasto ghiacciaio tributario antartico, che si origina dalle pendici nordorientali delle Prince Olav Mountains, tra il Monte Wade e il Monte Oliver. Termina il suo percorso andando a confluire nel Ghiacciaio Gough, subito a nord del Monte Dodge.
Le Prince Olav Mountains sono una catena montuosa che fa parte dei Monti della Regina Maud, in Antartide. 
La denominazione è stata assegnata dall'Advisory Committee on Antarctic Names (US-ACAN) in onore del capitano Max A. Holzrichter, della U.S. Navy, vice comandante e capo di stato maggiore delle U.S. Naval Support Force, le unità navali di supporto in Antartide nel 1964 e 65.